# Théorie de la gestion de la peur
La théorie de la gestion de la peur est une théorie nord-américaine — terror management theory — s’inscrivant dans le champ de la psychologie sociale et développée par Jeff Greenberg, Sheldon Solomon et Tom Pyszcynski. La théorie de la gestion de la peur a fait l’objet de nombreuses études. Elle trouve son origine dans les œuvres d’Ernest Becker sur le déni de la mort,.
Cette théorie part de deux réalités auxquelles sont confrontés les êtres humains. D'une part, l'instinct animal présent en chaque être humain implique un besoin de se protéger et de chercher à survivre. D’autre part, grâce à ses capacités cognitives, on suppose que l'humain est conscient du caractère inéluctable à terme de sa propre mort contrairement aux autres animaux[réf. nécessaire]. Ces deux constats constituent une source de tension chez l’humain. Pour faire face à cette tension, il dispose de deux ressources : 
- l'adhésion à des croyances culturellement partagées. Celle-ci nous donne le sentiment que le monde dans lequel nous vivons a un sens. Il en est ainsi, par exemple de la croyance selon laquelle les gens vertueux vont au paradis et les pécheurs en enfer.
- la conviction qu'en tant qu'individu, on contribue de façon significative à ce monde investi de sens. C'est cette conviction qui détermine l'estime de soi, selon la théorie de la gestion de la peur.

À l’origine, la théorie a été développée pour expliquer deux phénomènes : 
- la tendance largement partagée à avoir des attitudes négatives vis-à-vis des membres d’autres groupes sociaux. Ces attitudes sont qualifiées de préjugés. En dévalorisant ceux qui adhèrent à d’autres croyances que les nôtres, les préjugés permettent de renforcer ces dernières.
- la tendance bien établie à rechercher et maintenir une estime de soi positive[4]. Cette tendance est vue comme une réponse indirecte à la peur de la mort. C’est en agissant conformément à ses croyances culturelles que l’individu peut développer et maintenir une estime de soi favorable. Or selon cette théorie, ces croyances culturelles seraient elles-mêmes une façon de transcender notre mortalité. À l’appui de cette hypothèse, lorsqu’on est confronté à la mort, on cherchera davantage des partenaires sexuels physiquement attirants et ce de façon à renforcer notre estime de nous-mêmes[5].

Ultérieurement, elle s’est intéressée à d’autres domaines du comportement humain comme le comportement prosocial, les relations interpersonnelles  et les croyances religieuses.